# Sede titolare di Hodelm
Hodelm (Hoddam) (in latino: Hodelmensis) è una sede vescovile titolare della Chiesa cattolica.
Questa sede fa riferimento alla vita del santo vescovo Mungo di Glasgow. Dopo aver dato origine alla diocesi di Glasgow, nel 553 dovette abbandonare la Scozia e rifugiarsi in Galles. Nel 573 fece ritorno in Scozia e per otto anni fissò la sua sede a Hodelm (oggi Hoddom), nel Dumfriesshire, evangelizzando le contee di Galloway e del Cumberland. Intorno al 581 ritornò definitivamente a Glasgow.
L'attuale arcivescovo, titolo personale, titolare è Paul Richard Gallagher, segretario per i Rapporti con gli Stati.

## Cronotassi dei vescovi titolari
- Daniel Edward Pilarczyk † (12 novembre 1974 - 30 ottobre 1982 nominato arcivescovo di Cincinnati)
- Patrick Ronald Cooney † (3 dicembre 1982 - 6 novembre 1989 nominato vescovo di Gaylord)
- Thomas Ludger Dupré † (7 aprile 1990 - 14 marzo 1995 nominato vescovo di Springfield)
- Paul Richard Gallagher, dal 22 gennaio 2004